# Indigofera elwakensis
Indigofera elwakensis är en ärtväxtart som beskrevs av Jan Bevington Gillett. Indigofera elwakensis ingår i släktet indigosläktet, och familjen ärtväxter. Inga underarter finns listade i Catalogue of Life.